# ریدمپشن
ریدِمپشن (به انگلیسی: Redemption) نام یک گروه موسیقی پراگرسیو/پاورمتال آمریکایی است. ردمپشن سال ۲۰۰۰ میلادی در لس آنجلس کالیفرنیا آغاز به کار کرد. ردمپشن را به عنوان یک گروه جادویی در زمینه ساخت آهنگ در سبک ملودیک پراگرسیو متال شناخته‌اند.

## تاریخچه
ردمپشن تشکیل شده از اعضای فعلی و سابق گروه‌هایی چون فیتس وارنینگ و پریماری است که توسط نیکولاس وان دیک، نوازنده گیتار، هدایت می‌شود. وان دیک با جمع کردن مجموعه‌ای از ستاره‌ها توانسته گروهی را تشکیل بدهد که سبک موسیقی آن تلفیق مناسبی از سبک‌های ملودیک پراگرسیو متال و پاور متالی با فضای تیره است. اولین آلبوم آنها، عنوانی هم نام با خود گروه یعنی ردمپشن داشت؛ که در سال ۲۰۰۳ با همکاری شرکت نشر سنسوری رکوردز ضبط و در ۱۸ مارس همان سال پخش شد. در ضبط این آلبوم، نوازنده درامز گروه سیمفونی ایکس یعنی جیسون رالو شرکت داشت و همچنین سازبندی قطعه چهاردهم این آلبوم را مایکل رومئو بر عهده گرفت. پس از ضبط این آلبوم بود که ری ادلر بطور رسمی به ردمپشن می‌پیوندد.
سال ۲۰۰۵ گروه دومین آلبوم خود را با عنوان زمان اشباع شده ضبط می‌کند و با همکاری ناشر آلبوم قبلی در تاریخ ۲۱ ژوئن آن را منتشر می‌کند، این آلبوم اولین آلبوم رسمی حضور ادلر در گروه است. سال ۲۰۰۶ ردمپشن مشغول ضبط آلبوم جدیدی شد که عنوان سرچشمه نابودی را به خود گرفت، گروه برای انتشار آلبوم جدید خود با شرکت نشر دیگری قرارداد می‌بندد و این بار اینسایدآوت میوزیک وظیفه نشر این آلبوم را بر عهده می‌گیرد. آلبوم سوم آوریل ۲۰۰۷ منتشر می‌شود. انتشار این سه آلبوم باعث جلب نظر هوادران و منتقدان موسیقی پراگرسیو به این گروه شد تا بدانجا که بعضی ردمپشن را یکی از بهترین گروه‌های پراگرسیو متال دنیا در این دههٔ اخیر دانستند.
سوم مارس ۲۰۰۹، ردمپشن اقدام به انتشار یک آلبوم اجرای زنده منجمد در زمان: اجرای زنده آتلانتا نمود. این آلبوم هم توانست نظر منتقدین و هواداران را به خود جلب کند. ۶ اکتبر ۲۰۰۹ گروه آلبوم استودیویی دیگری با عنوان قیامت برفی منتشر نمود، انتشار این آلبوم هم به موفقیت‌های ردمپشن افزود و توانست نقدهای خوبی را از منتقدین دریافت کند. در ۲۴ سپتامبر ۲۰۱۰ نیک وان دیک، نوازنده گیتار گروه، خبر انتشار پنجمین آلبوم ردمپشن را در سال ۲۰۱۱ داد.

## اعضای گروه
- ری ادلر - خواننده
- نیک وان دیک - گیتار، کیبورد
- برنی ورسیلز - گیتار
- شان اندروز - گیتار بیس
- کریس کوآیریرت - درامز

## آلبوم شناسی
- ردمپشن - ۲۰۰۳
- زمان اشباع شده - ۲۰۰۵
- سرچشمه نابودی - ۲۰۰۷
- منجمد در زمان- اجرای زنده آتلانتا - ۲۰۰۹
- رستاخیز برفی - ۲۰۰۹